# نظریه آپاراتوس
نظریهٔ آپاراتوس (به انگلیسی: Apparatus theory) یک نظریه برجستهٔ سینمایی در خلال دههٔ هفتاد و پس از آن است. این نظریه خود منتج از نظریات مارکسیستی، نشانه‌شناسی و روانکاوی است. طبق این نظریه سینما در اساس یک طبیعت ایدئولوژیک دارد، بدان سبب که مکانیسم نمایش آن یک مکانیسم ایدئولوژیک است. این مکانیسم البته شامل دوربین و تدوین هم می‌شود. موقعیت محوری تماشاگر در سینما نیز یک موقعیت ایدئولوژیک است. این مسئله البته چیزی نیست که به سینما تحمیل شده باشد، بلکه در نهاد و ماهیت سینما چنین مکانیسم ایدئولوژیکی نهفته است. طبق این ماهیت ایدئولوژیک تماشاگر تصور می‌کند که آن‌چه می‌بیند کاملاً واقعی و رئالیستی است. اما این تکنولوژی ماهیت خودش را پنهان می‌کند. یعنی تماشاگر فراموش می‌کند در سینماست و چیزی که می‌بیند واقعیت نیست. بلکه ۲۴ عکس در ثانیه است.

## تاریخچه
نظریه آپاراتوس ابتدا توسط ژان لویی بودری و از خلال دو رسالهٔ تاثیرات ایدئولوژیک آپاراتوس (۱۹۷۱) و آپاراتوس (۱۹۷۵) ارائه شد. بودری به شدت متأثر از روانکاوی ژاک لاکان و مارکسیسم لویی آلتوسر بود. بعدها این نظریه توسط فمیسنیست‌ها و سایر تحلیل‌گران فیلم به شکل‌های متنوعی به کار رفت.
صحبت این نظریه در این باره است که بیننده توسط متن فیلمیک احضار می‌شود، به عبارت دیگر فیلم سوژه را قوام می‌دهد، سوژه معلول متن فیلمیک است. به بیان دیگر، بیننده در مقام سوژه، توسط معانی متن فیلمیک ساخته می‌شود

## چهره‌های شاخص
- ژاک لاکان
- لویی آلتوسر
- ژان لویی بودری
- ژان لویی کومولی
- لورا مالوی
- کریستین متز
- پیتر وولن
- کنستانس پانلی

## فهرست منابع
- ویکی‌پدیای انگلیسی
- هیوارد، سوزان، مفاهیم کلیدی در مطالعات سینمایی، ترجمهٔ فتاح محمدی، نشر هزاره سوم ۱۳۸۱